# 페미나치
페미나치(feminazi)는 반사회적인 극단적 여성주의자의 멸칭을 가리키는 합성어이다. 1989년에 처음 등장한 낱말로, 1990년대에 라디오 방송 진행자인 러시 림보가 사용하며 확산되었다. 페미니스트(feminist, "여성주의자")와 나치(Nazi)를 조합하여 만든 합성어이다. 물론 스스로 이런 칭호를 자랑스럽게 여기는 여성들도 등장한 역사가 있다.

## 비판

### 림보의 "페미나치" 사용에 대한 비판
글로리아 스타이넘이 1996년 인터뷰에서 러시 림보의 "페미나치"라는 낱말 사용에 대해 아래와 같이 비판한 바 있다.
"히틀러는 독일의 강한 여성주의 운동을 탄압하며 집권했고, 가족계획 클리닉을 폐쇄시켰으며, 임신중단을 범죄로 규정했다. 저것들은 모두 러시 림보의 입장과 더 비슷하다."
스타이넘은 또한 1995년 책 《Outrageous Acts and Everyday Rebellions》에서 "페미나치"라는 용어가 "악랄하고 몰역사적"이라 말하며, 헬레네 슈퇴커, 트루데 바이스로스마린, 클라라 체트킨 등 독일의 쟁쟁한 여성주의자들이 히틀러 집권기에 독일을 떠나야 했고 다른 수많은 여성주의자들이 강제 수용소에서 죽임당했음을 지적한다.
존 K. 윌슨은 2011년 책 《The Most Dangerous Man in America: Rush Limbaugh's Assault on Reason》에서 "러시 림보의 주장대로 '가능한 한 많은 낙태가 이루어지도록 하는 것을 인생에서 가장 중요한 일로 여기는' 여성주의자가 '페미나치'라면, 세상에 '페미나치'는 존재하지 않는다."라고 비판했다.

### 홀로코스트 피해자와 생존자에 대한 모독
"페미나치"뿐 아니라 "문법나치(grammar Nazi)" 등 "나치"가 붙은 다른 낱말들도 실제 나치가 아닌 사람을 가리켜 사용하는 것은 홀로코스트 피해자 및 생존자에 대한 모독이라는 비판이 있다. "페미나치"라는 낱말은 "나치"의 원 뜻을 희석시키고, 홀로코스트 피해자와 생존자에게 모욕적인 표현이다.
"페미나치"라는 낱말을 전유하려는 여성주의자들도 있다. 그러나 이 낱말은 여성주의자에 대한 모욕일 뿐 아니라 과거와 현재의 전체주의가 만들어낸 피해자들에 대한 모욕이기도 하기 때문에, 여성주의자가 전유하겠다고 쉽게 결정할 수 있는 것이 아니라는 비판이 있다.

## 같이 보기
- 나치즘
- 러시 림보
- 급진적 여성주의
- 반여성주의
- 남성혐오
- 메갈리아